# Aquae Albae in Mauretania
Aquae Albae in Mauretania (łac. Diocesis  Aquaealbensis in Mauretania) – stolica historycznej diecezji w Cesarstwie rzymskim, w prowincji Mauretania Sitifense, zlikwidowana w VII w. podczas ekspansji islamskiej, współcześnie w północnej Algierii. Obecnie katolickie biskupstwo tytularne.

## Biskupi
| Lp. | Biskup                            | Funkcja                                | Od               | Do                |
| --- | --------------------------------- | -------------------------------------- | ---------------- | ----------------- |
| 1   | Alphonse Gaudron                  | emerytowany biskup Évreux (Francja)    | 24 marca 1964    | 2 sierpnia 1967   |
| 2   | Ignacio Nazareno Trejos Picado    | biskup pomocniczy San José (Kostaryka) | 5 stycznia 1968  | 19 grudnia 1974   |
| 3   | Ricardo Antonio Suriñach Carreras | biskup pomocniczy Ponce (Portoryko)    | 26 maja 1975     | 10 listopada 2000 |
| 4   | Benoît Rivière                    | biskup pomocniczy Marsylii (Francja)   | 14 grudnia 2000  | 8 kwietnia 2006   |
| 5   | João Mamede Filho                 | biskup pomocniczy São Paulo (Brazylia) | 26 kwietnia 2006 | 24 listopada 2010 |
| 6   | Stefan Zekorn                     | biskup pomocniczy Münster (Niemcy)     | 3 grudnia 2010   |                   |